# Tűzihorganyzás
A tűzihorganyzás az acélszerkezetek korrózióval szembeni védelmére szolgáló horganyzási technológia.

## Folyamata
A tűzihorganyzás s során a megfelelően megtisztított acélszerkezetet (alapfémet) folyékony cinkbe (horganyba) mártják. A horganyfürdőben töltött idő alatt a magas hőmérséklet (435–450 ° C) hatására a horgany az alapfém felületébe diffundál, a felületén cink-oxidból álló bevonat (cinkpatina) keletkezik. 
Minél több időt tölt az alapfém a horganyfürdőben, annál vastagabb horganybevonat keletkezik rajta (50-150 μm).
A tűzihorganyzott acélszerkezetek évtizedeken keresztül ellenállnak a korróziónak, hibátlan állapotúak maradnak. Ez egy egyszeri nagyobb költséget igénylő felületvédelem, amely néhány éven belül megtérül, és gazdaságosabb, mint a festés. 
A tűzihorganyzás önmagában is rendkívül ellenálló, azonban ha még egy festékréteg is felhordásra kerül, a kettős védelem szinte örökké tart. A horganyréteg védi a festékréteget a felhólyagosodástól, felválástól, miközben a festékréteg védi a horganyfelületet a lassú korróziótól.

### Tisztítás
A tűzihorganyzáshoz megfelelően meg kell tisztítani a fém felületét, mert csak tiszta fémfelületen alakul ki megfelelő bevonat. A tűzihorganyzási technológiákban a horganyfürdőbe merítés előtt előkészítő soron viszik végig a terméket, mely során a fém felületéről a különböző oldatok lemarják a gyártás során, vagy egyéb úton rákerült olaj- és zsírfoltokat, valamint az oxidrétegeket (reve, rozsda). Lehetnek azonban olyan szennyeződések a felületen (festékek, szilikon alapú olajok), amelyeket ezek az oldatok nem tudnak eltávolítani, ezért más, többnyire mechanikus módszerekre is szükség lehet. Alkalmazható még lágyító hőkezelés is, amely során leégetik a szennyeződést a felületről. Ez önmagában is elegendő lehet, nincs szükség vegyi tisztításra.
Az alapfém az előkészítés után a horganyfürdőbe kerül, ahol a kívánt rétegvastagság eléréséhez megfelelő időt tölt el, majd a kiemelés és a lehűlés után következik az ún. kikészítés.

### Kikészítés
A kikészítés célja a hibás területek javítása, és a horganymegfolyások eltüntetése. 
A horganyzás során gyakran előfordul, hogy a felület kis hányadán, apró foltokban nem megfelelő a bevonat. Ezeket a kikészítés során a horgany színével megegyező festékkel, vagy horganysprayvel javítják. A termék horganyfürdőből való kiemelése során a felületén még folyékony halmazállapotban van a horgany, ezért megfolyások, és hegyes tűszerű csöppenések keletkeznek ott, ahol a csöppenés során dermedt meg a horgany. Ezeket elsősorban balesetvédelmi szempontból, terméktől függően pedig esztétikai szempontból is el kell távolítani.

### Passziválás
Közvetlenül a tűzihorganyzás után a horganyréteg még sérülékeny, ezért 3-4 napig száraz helyen kell tárolni, ellenkező esetben (akár csak ködös időben történő szállítás miatt is) a horganybevonat sérülhet, ún. fehérrozsdásodás indul meg, és ezek a pontok korróziós gócként viselkednek. 
A várakozási idő megtakarítására, valamint esztétikai és erősebb korrózióvédelmi tulajdonságok elérése céljából alkalmazzák az ún. passziválást. Ezt korábban krómsavval (6 vegyértékű króm, Cr(VI), Cr6+) végezték, az autóipari illetve elektronikai ipar követelményei miatt azonban ezt az anyagot a legtöbb helyen kiváltották más passziválószerrel.

## Külső hivatkozások
- Dr. Németh György: Korrózióvédelem, Széchenyi István Egyetem, Szerkezetépítési és Geotechnikai Tanszék, 2012